# Красный Выселок (Новосибирская область)
Кра́сный Вы́селок — посёлок в Тогучинском районе Новосибирской области. Входит в состав Сурковского сельсовета.

## География
Площадь посёлка — 29 гектаров.

## Население
| 2002 | 2007 | 2010 |
| ---- | ---- | ---- |
| 76   | ↘52  | ↘36  |

## Инфраструктура
В посёлке по данным на 2007 год отсутствует социальная инфраструктура.